# Ebenia claripennis
Ebenia claripennis är en tvåvingeart som beskrevs av Macquart 1846. Ebenia claripennis ingår i släktet Ebenia och familjen parasitflugor. Inga underarter finns listade i Catalogue of Life.